# Liste der Stolpersteine in Höxter
Die Liste der Stolpersteine in Höxter enthält alle Stolpersteine, die im Rahmen des gleichnamigen Kunst-Projekts von Gunter Demnig in Höxter verlegt wurden. Mit ihnen soll Opfern des Nationalsozialismus gedacht werden, die in Höxter lebten und wirkten.

## Verlegte Stolpersteine
| Bild                                                                     | Person, Inschrift | Adresse               | Ortsteil  | Verlege- datum | weitere Informationen |
| ------------------------------------------------------------------------ | --- | --------------------- | --------- | -------------- | --- |
| Stolperstein für Frieda Ransenberg                                       | Hier wohnte Frieda Ransenberg Jg. 1860 deportiert 1942 Richtung Osten ???                                                                   | Albaxer Straße 28a ·  | Höxter    | 9. Feb. 2007   | |
| Stolperstein für Selig Ransenberg                                        | Hier wohnte Selig Ransenberg Jg. 1861 deportiert 1942 Richtung Osten ???                                                                    | Albaxer Straße 28a ·  | Höxter    | 9. Feb. 2007   | |
| Stolperstein für Albert Bachmann                                         | Hier wohnte Albert Bachmann Jg. 1899 'Schutzhaft' 1938 Buchenwald deportiert 1941 Riga Stutthof Arbeitslager Hohenbruch ermordet 12.12.1944 | An den Teichen 2 ·    | Fürstenau | 5. Apr. 2021   | |
| Stolperstein für Sidonie Bachmann geb. Mansbach                          | Hier wohnte Sidonie Bachmann geb. Mansbach Jg. 1899 deportiert 1941 Riga ermordet 4.1945 Stutthof                                           | An den Teichen 2 ·    | Fürstenau | 5. Apr. 2021   | |
| Stolperstein für Hermann Bachmann                                        | Hier wohnte Hermann Bachmann Jg. 1901 deportiert 1941 Riga ermordet Sept. 1943 Auschwitz                                                    | An den Teichen 2 ·    | Fürstenau | 5. Apr. 2021   | |
| Stolperstein Höxter Ottbergen Brakeler Straße 8 Ida Netheim-Marchand     | Hier wohnte Ida Netheim-Marchard geb. Marchard Jg. 1931 deportiert 1942 tot in Theresienstadt                                               | Brakelerstraße 8 ·    | Ottbergen | 18. März 2010  | geboren am 15. März 1881 in Schermbeck                                                                                              |
| Stolperstein für Bernhard Disse                                          | Hier wohnte Bernhard Disse Jg. 1893 verhaftet 6.4.1945 'Wehrkraftzersetzung' erschossen 6.4.1945                                            | Corbiestraße 5 ·      | Höxter    | 9. Feb. 2007   | |
| Stolperstein für Pauline Leopold geb. Ganzmann                           | Hier wohnte Pauline Leopold geb. Ganzmann Jg. 1851 deportiert 1942 Richtung Osten ???                                                       | Corveyer Allee 2 ·    | Höxter    | 9. Feb. 2007   | |
| Stolperstein für Berta Rotenberg geb. Frankenberg                        | Hier wohnte Berta Rothenberg geb. Frankenberg Jg. 1874 deportiert 1942 Richtung Osten ???                                                   | Corveyer Allee 2 ·    | Höxter    | 9. Feb. 2007   | |
| Stolperstein für Kati Rotenberg geb. Leopold                             | Hier wohnte Kati Rothenberg geb. Leopold Jg. 1880 deportiert 1942 Richtung Osten ???                                                        | Corveyer Allee 2 ·    | Höxter    | 9. Feb. 2007   | |
| Stolperstein für Anna Frankenberg geb. Wichelhausen                      | Hier wohnte Anna Frankenberg geb. Wichelhausen Jg. 1892 deportiert 1941 Riga ermordet 29.7.1944                                             | Corveyer Allee 5 ·    | Höxter    | 10. Mai 2005   | |
| Stolperstein für Dr. Richard Frankenberg                                 | Hier wohnte Dr. Richard Frankenberg Jg. 1889 deportiert 1941 Riga ermordet 29.7.1944                                                        | Corveyer Allee 5 ·    | Höxter    | 10. Mai 2005   | |
| Stolperstein Höxter Fürstenau Detmolder Straße 25 Carla Pins             | Hier wohnte Carla Pins geb. Judenberg Jg. 1903 deportiert 1941 Riga 1944 Libau 1945 Arbeitslager Kiel-Hassee befreit                        | Detmolder Straße 25 · | Fürstenau | 5. Apr. 2021   | |
| Stolperstein Höxter Fürstenau Detmolder Straße 25 Max Pins               | Hier wohnte Max Pins Jg. 1900 'Schutzhaft' 1938 Sachsenhausen deportiert 1941 Riga ermordet 22.12.1944 Libau                                | Detmolder Straße 25 · | Fürstenau | 5. Apr. 2021   | |
| Stolperstein Höxter Fürstenau Detmolder Straße 25 Karoline Böhm          | Hier wohnte Karoline Böhm geb. Kirchheimer Jg. 1873 deportiert 1942 Theresienstadt ermordet 29.12.1944                                      | Detmolder Straße 25 · | Fürstenau | 5. Apr. 2021   | |
| Stolperstein Höxter Fürstenau Detmolder Straße 25 Markus Judenberg       | Hier wohnte Markus Judenberg Jg. 1859 deportiert 1942 Theresienstadt 1942 Treblinka ermordet                                                | Detmolder Straße 25 · | Fürstenau | 5. Apr. 2021   | |
| Stolperstein Höxter Fürstenau Hohehäuser Straße 3 Kläre Löwenstein       | Hier wohnte Kläre Löwenstein Jg. 1927 deportiert 1941 Riga 1943 Kaiserwald 1944 Stutthof ermordet                                           | Hohehäuser Straße 3 · | Fürstenau | 5. Apr. 2021   | |
| Stolperstein Höxter Fürstenau Hohehäuser Straße 3 Helmut Löwenstein      | Hier wohnte Helmut Löwenstein Jg. 1931 deportiert 1941 Riga 1943 Kaiserwald 1944 Stutthof Rieben Feb. 1945 Todesmarsch befreit              | Hohehäuser Straße 3 · | Fürstenau | 5. Apr. 2021   | |
| Stolperstein Höxter Fürstenau Hohehäuser Straße 3 David Löwenstein       | Hier wohnte David Löwenstein Jg. 1887 'Schutzhaft' 1938 Buchenwald deportiert 1941 Riga 1943 Kaiserwald 1943 Riga ermordet                  | Hohehäuser Straße 3 · | Fürstenau | 5. Apr. 2021   | |
| Stolperstein Höxter Fürstenau Hohehäuser Straße 3 Bernhardine Löwenstein | Hier wohnte Bernhardine Löwenstein geb. Weizenkorn Jg. 1900 deportiert 1941 Riga 1943 Kaiserwald 1944 Stutthof ermordet                     | Hohehäuser Straße 3 · | Fürstenau | 5. Apr. 2021   | |
| Stolperstein Höxter Fürstenau Hohehäuser Str. 10 Meier Bachmann          | Hier wohnte Meier Bachmann Jg. 1864 deportiert 1942 Theresienstadt 1942 Treblinka ermordet                                                  | Hohehäuser Str. 10 ·  | Fürstenau | 5. Apr. 2021   | |
| Stolperstein Höxter Fürstenau Hohehäuser Str. 10 Emma Bachmann           | Hier wohnte Emma Bachmann geb. Fischel Jg. 1877 deportiert 1942 Theresienstadt 1942 Treblinka ermordet                                      | Hohehäuser Str. 10 ·  | Fürstenau | 5. Apr. 2021   | |
| Stolperstein Höxter Fürstenau Hohehäuser Str. 18 Emanuel Jacobi          | Hier wohnte Emanuel Jacobi Jg. 1870 deportiert 1941 Riga ermordet                                                                           | Hohehäuser Str. 18 ·  | Fürstenau | 5. Apr. 2021   | |
| Stolperstein Höxter Fürstenau Hohehäuser Str. 18 Berta Jacobi            | Hier wohnte Berta Jacobi geb. Löwenstein Jg. 1884 deportiert 1941 Riga ermordet                                                             | Hohehäuser Str. 18 ·  | Fürstenau | 5. Apr. 2021   | |
| Stolperstein für Inge Rose Bachmann                                      | Hier wohnte Inge Rose Bachmann Jg. 1929 deportiert 1941 Riga ermordet                                                                       | Lindeneck 2 ·         | Fürstenau | 5. Apr. 2021   | |
| Stolperstein für Siegfried Bachmann                                      | Hier wohnte Siegfried Bachmann Jg. 1892 'Schutzhaft' 1938 Buchenwald deportiert 1941 Riga ermordet                                          | Lindeneck 2 ·         | Fürstenau | 5. Apr. 2021   | |
| Stolperstein für Berta Bachmann geb. Silberberg                          | Hier wohnte Berta Bachmann geb. Silberberg Jg. 1903 deportiert 1941 Riga ermordet                                                           | Lindeneck 2 ·         | Fürstenau | 5. Apr. 2021   | |
| Stolperstein für Moritz Bachmann                                         | Hier wohnte Moritz Bachmann Jg. 1895 'Schutzhaft' 1938 Buchenwald deportiert 1941 Riga ermordet                                             | Lindeneck 2 ·         | Fürstenau | 5. Apr. 2021   | |
| Stolperstein für Dr. Leo Pins                                            | Hier wohnte Dr. Leo Pins Jg.1884 deportiert 1941 Riga ermordet Juli 1944                                                                    | Marktstraße 12 ·      | Höxter    | 18. Aug. 2006  | |
| Stolperstein für Ida Pins geb. Lipper                                    | Hier wohnte Ida Pins geb. Lipper Jg.1883 deportiert 1941 Riga ermordet Juli 1944                                                            | Marktstraße 12 ·      | Höxter    | 18. Aug. 2006  | |
| Stolperstein für Gustav Frank                                            | Hier wohnte Gustav Frank Jg. 1870 deportiert 1942 Richtung Osten ???                                                                        | Marktstraße 15 ·      | Höxter    | 18. Aug. 2006  | |
| Stolperstein für Hedwig Frank                                            | Hier wohnte Hedwig Frank geb. Baruch Jg. 1875 deportiert 1942 Richtung Osten ???                                                            | Marktstraße 15 ·      | Höxter    | 18. Aug. 2006  | |
| Stolperstein für Berta Kaufmann geb. Blankenberg                         | Hier wohnte Berta Kaufmann geb. Blankenberg Jg. 1865 deportiert 1942 Theresienstadt tot Jan. 1943                                           | Marktstraße 27 ·      | Höxter    | 18. Aug. 2006  | |
| Stolperstein für Karoline Goldschmidt geb. Blankenberg                   | Hier wohnte Karoline Goldschmidt geb. Blankenberg Jg. 1868 deportiert 1942 Richtung Osten ???                                               | Marktstraße 27 ·      | Höxter    | 18. Aug. 2006  | |
| Stolperstein für Samuel J. Wolff                                         | Hier wohnte Samuel J. Wolff Jg. 1870 deportiert 1942 Richtung Osten ???                                                                     | Marktstraße 27 ·      | Höxter    | 18. Aug. 2006  | |
| Stolperstein für Goldine J. Wolff geb. v.d.Wyll                          | Hier wohnte Goldine J. Wolff Jg. 1870 deportiert 1942 Richtung Osten ???                                                                    | Marktstraße 27 ·      | Höxter    | 18. Aug. 2006  | |
| Stolperstein Höxter Ottbergen Nethestraße 4 Beate Kugelmann              | Hier wohnte Beate Kugelmann geb. Netheim Jg. 1875 tot in Theresienstadt für tot erklärt                                                     | Nethestraße 4 (Lage)  | Ottbergen | 18. März 2010  | geboren am 30. Oktober 1875 in Ottbergen. Wohnhaft in Bielfeld, Ottbergen, Höxter. Deportiert am 31. Juli 1942 nach Theresienstadt. |
| Stolperstein Höxter Ottbergen Nethestraße 4 Anna Netheim                 | Hier wohnte Anna Netheim geb. Levy Jg. 1883 deportiert 1942 tot in Theresienstadt für tot erklärt                                           | Nethestraße 4 (Lage)  | Ottbergen | 18. März 2010  | geboren am 20. April 1883 in Norden                                                                                                 |
| Stolperstein Höxter Ottbergen Nethestraße 4 Julius Netheim               | Hier wohnte Julius Netheim Jg. 1883 deportiert 1942 tot in Theresienstadt für tot erklärt                                                   | Nethestraße 4 (Lage)  | Ottbergen | 18. März 2010  | geboren am 20. Mai 1883 in Ottbergen                                                                                                |
| Stolperstein Höxter Ottbergen Nethestraße 4 Paula Netheim                | Hier wohnte Paula Netheim Jg. 1881 deportiert 1942 tot in Theresienstadt für tot erklärt                                                    | Nethestraße 4 (Lage)  | Ottbergen | 18. März 2010  | geboren am 11. Mai 1881 in Ottbergen                                                                                                |
| Stolperstein für Ernst Möse (Papenstraße 4)                              | Hier wohnte Ernst Möse Jg.1891 verhaftet 1940 Bergen-Belsen verhungert 11.3.1945                                                            | Papenstraße 4 ·       | Höxter    | 9. Feb. 2007   | |
| Stolperstein für Paul Netheim                                            | Hier wohnte Paul Netheim Jg. 1888 deportiert 1942 Richtung Osten tot 1944                                                                   | Rosenstraße 2 ·       | Höxter    | 9. Feb. 2007   | |
| Stolperstein für Rosa Schönfeld                                          | Hier wohnte Rosa Schönfeld Jg. 1861 deportiert 1942 Richtung Osten tot 12.8.1942                                                            | Rosenstraße 2 ·       | Höxter    | 9. Feb. 2007   | |
| Stolperstein für Sofie Netheim geb. Katz                                 | Hier wohnte Sofie Netheim geb. Katz Jg. 1897 deportiert 1942 Richtung Osten tot 1944                                                        | Rosenstraße 2 ·       | Höxter    | 9. Feb. 2007   | |
| Stolperstein für Albert Dillenberg                                       | Hier wohnte Albert Dillenberg Jg. 1920 'Schutzhaft' 1938 Buchenwald Flucht 1939 England                                                     | Schwertestraße 25 ·   | Fürstenau | 5. Apr. 2021   | |
| Stolperstein für Rosa Dillenberg                                         | Hier wohnte Rosa Dillenberg geb. Löwenstein Jg. 1882 deportiert 1941 Riga ermordet                                                          | Schwertestraße 25 ·   | Fürstenau | 5. Apr. 2021   | |
| Stolperstein für Ernst Dillenberg                                        | Hier wohnte Ernst Dillenberg Jg. 1920 'Schutzhaft' 1938 Buchenwald Heirat 1941 Siekholz deportiert 1943 Auschwitz ermordet 23.1.1944        | Schwertestraße 25 ·   | Fürstenau | 5. Apr. 2021   | |
| Stolperstein für Hermann Dillenberg                                      | Hier wohnte Hermann Dillenberg Jg. 1884 'Schutzhaft' 1938 Buchenwald deportiert 1941 Riga ermordet                                          | Schwertestraße 25 ·   | Fürstenau | 5. Apr. 2021   | |
| Stolperstein für Hedwig Ahron geb. Hochfeld                              | Hier wohnte Hedwig Ahron geb. Hochfeld Jg.1880 deportiert 1942 Richtung Osten ???                                                           | Stummrigestraße 4 ·   | Höxter    | 18. Aug. 2006  | |
| Stolperstein für Jole Rosenstein                                         | Hier wohnte Jole Rosenstein Jg.1888 deportiert 1942 Richtung Osten ???                                                                      | Stummrigestraße 25 ·  | Höxter    | 18. Aug. 2006  | |
| Stolperstein Höxter Stummrigestraße 25 Lina Beyerlein                    | Hier wohnte Lina Beyerlein geb. Heumann Jg.1882 deportiert 1942 Richtung Osten ???                                                          | Stummrigestraße 25 ·  | Höxter    | 18. Aug. 2006  | |
| Stolperstein für Albert Bukofzer                                         | Hier wohnte Albert Bukofzer Jg. 1884 deportiert 1941 Riga ???                                                                               | Stummrigestraße 47 ·  | Höxter    | 18. Aug. 2006  | |
| Stolperstein für Irmgard Bukofzer                                        | Hier wohnte Irmgard Bukofzer Jg. 1929 deportiert 1941 Riga ???                                                                              | Stummrigestraße 47 ·  | Höxter    | 18. Aug. 2006  | |
| Stolperstein für Martha Bukofzer                                         | Hier wohnte Martha Bukofzer geb. Dillenberg Jg. 1891 deportiert 1941 Riga ???                                                               | Stummrigestraße 47 ·  | Höxter    | 18. Aug. 2006  | |
| Stolperstein für Henny Dillenberg                                        | Hier wohnte Henny Dillenberg Jg. 1894 deportiert 1941 Riga ???                                                                              | Stummrigestraße 47 ·  | Höxter    | 18. Aug. 2006  | |
| Stolperstein für Ulla J. Dillenberg                                      | Hier wohnte Ulla J. Dillenberg Jg. 1882 deportiert 1941 Riga ???                                                                            | Stummrigestraße 47 ·  | Höxter    | 18. Aug. 2006  | |
| Stolperstein für Richard Dillenberg                                      | Hier wohnte Richard Dillenberg Jg. 1892 deportiert 1941 Riga ???                                                                            | Stummrigestraße 47 ·  | Höxter    | 18. Aug. 2006  | |
| Stolperstein für Eugenie Hochheimer                                      | Hier wohnte Eugenie Hochheimer Jg. 1870 deportiert 1942 Richtung Osten ???                                                                  | Stummrigestraße 49 ·  | Höxter    | 18. Aug. 2006  | |
| Stolperstein Höxter Stummrigestraße 49 Lina Rosenberg                    | Hier wohnte Lina Rosenberg Jg. 1866 deportiert 1942 Richtung Osten ???                                                                      | Stummrigestraße 49 ·  | Höxter    | 18. Aug. 2006  | |
| Stolperstein für Margarete Frankenberg                                   | Hier wohnte Margarete Frankenberg Jg. 1879 deportiert 1942 Richtung Osten ???                                                               | Stummrigestraße 49 ·  | Höxter    | 18. Aug. 2006  | |
| Stolperstein für Olga Mühlfelder                                         | Hier wohnte Olga Mühlfelder Jg. 1877 deportiert 1942 Richtung Osten ???                                                                     | Stummrigestraße 49 ·  | Höxter    | 18. Aug. 2006  | |
| Stolperstein für Bertha Katz geb. Nussbaum                               | Hier wohnte Bertha Katz geb. Nussbaum Jg.1860 deportiert 1942 Theresienstadt tot 16.8.1942                                                  | Wegetalstraße 6 ·     | Höxter    | 18. Aug. 2006  | |
| Stolperstein für Johanna Uhlmann geb. Katz                               | Hier wohnte Johanna Uhlmann geb. Katz Jg.1895 deportiert 1941 Riga ??                                                                       | Wegetalstraße 6 ·     | Höxter    | 18. Aug. 2006  | |
| Stolperstein für Walter Uhlmann                                          | Hier wohnte Walter Uhlmann Jg.1927 deportiert 1941 Riga ???                                                                                 | Wegetalstraße 6 ·     | Höxter    | 18. Aug. 2006  | |
| Stolperstein für Berl-Eli Löwenstein                                     | Hier wohnte Berl-Eli Löwenstein Jg.1933 deportiert 1942 Richtung Osten ???                                                                  | Westerbachstraße 5 ·  | Höxter    | 9. Feb. 2007   | |
| Stolperstein für Ernst Löwenstein                                        | Hier wohnte Ernst Löwenstein Jg.1900 deportiert 1942 Richtung Osten ???                                                                     | Westerbachstraße 5 ·  | Höxter    | 9. Feb. 2007   | |
| Stolperstein für Gertrud Löwenstein geb. Wallhausen                      | Hier wohnte Gertrud Löwenstein geb. Wallhausen Jg.1910 deportiert 1942 Richtung Osten ???                                                   | Westerbachstraße 5 ·  | Höxter    | 9. Feb. 2007   | |
| Stolperstein für Minna Löwenstein geb. Meyer                             | Hier wohnte Minna Löwenstein geb. Meyer Jg.1868 deportiert 1942 Richtung Osten ???                                                          | Westerbachstraße 5 ·  | Höxter    | 9. Feb. 2007   | |
| Stolperstein für Bertha Himmelstern geb. Schierling                      | Hier wohnte Bertha Himmelstern geb. Schierling Jg.1869 deportiert 1941 Riga ???                                                             | Westerbachstraße 12 · | Höxter    | 9. Feb. 2007   | |
| Stolperstein für Günter J. Simson                                        | Hier wohnte Günter J. Simson Jg.1937 deportiert 1941 Riga ???                                                                               | Westerbachstraße 12 · | Höxter    | 9. Feb. 2007   | |
| Stolperstein für Henriette Simson                                        | Hier wohnte Henriette Simson Jg.1936 deportiert 1941 Riga ???                                                                               | Westerbachstraße 12 · | Höxter    | 9. Feb. 2007   | |
| Stolperstein für Regina Simson geb. Himmelstern                          | Hier wohnte Regina Simson geb. Himmelstern Jg.1902 deportiert 1941 Riga ???                                                                 | Westerbachstraße 12 · | Höxter    | 9. Feb. 2007   | |
| Stolperstein für Ruth H. Simson                                          | Hier wohnte Ruth H. Simson Jg.1933 deportiert 1941 Riga ???                                                                                 | Westerbachstraße 12 · | Höxter    | 9. Feb. 2007   | |
| Stolperstein für Siegfried Simson                                        | Hier wohnte Siegfried Simson Jg.1901 deportiert 1941 Riga ???                                                                               | Westerbachstraße 12 · | Höxter    | 9. Feb. 2007   | |
| Stolperstein für Werner S. Simson                                        | Hier wohnte Werner S. Simson Jg.1934 deportiert 1941 Riga ???                                                                               | Westerbachstraße 12 · | Höxter    | 9. Feb. 2007   | |